# Artur Hajzer

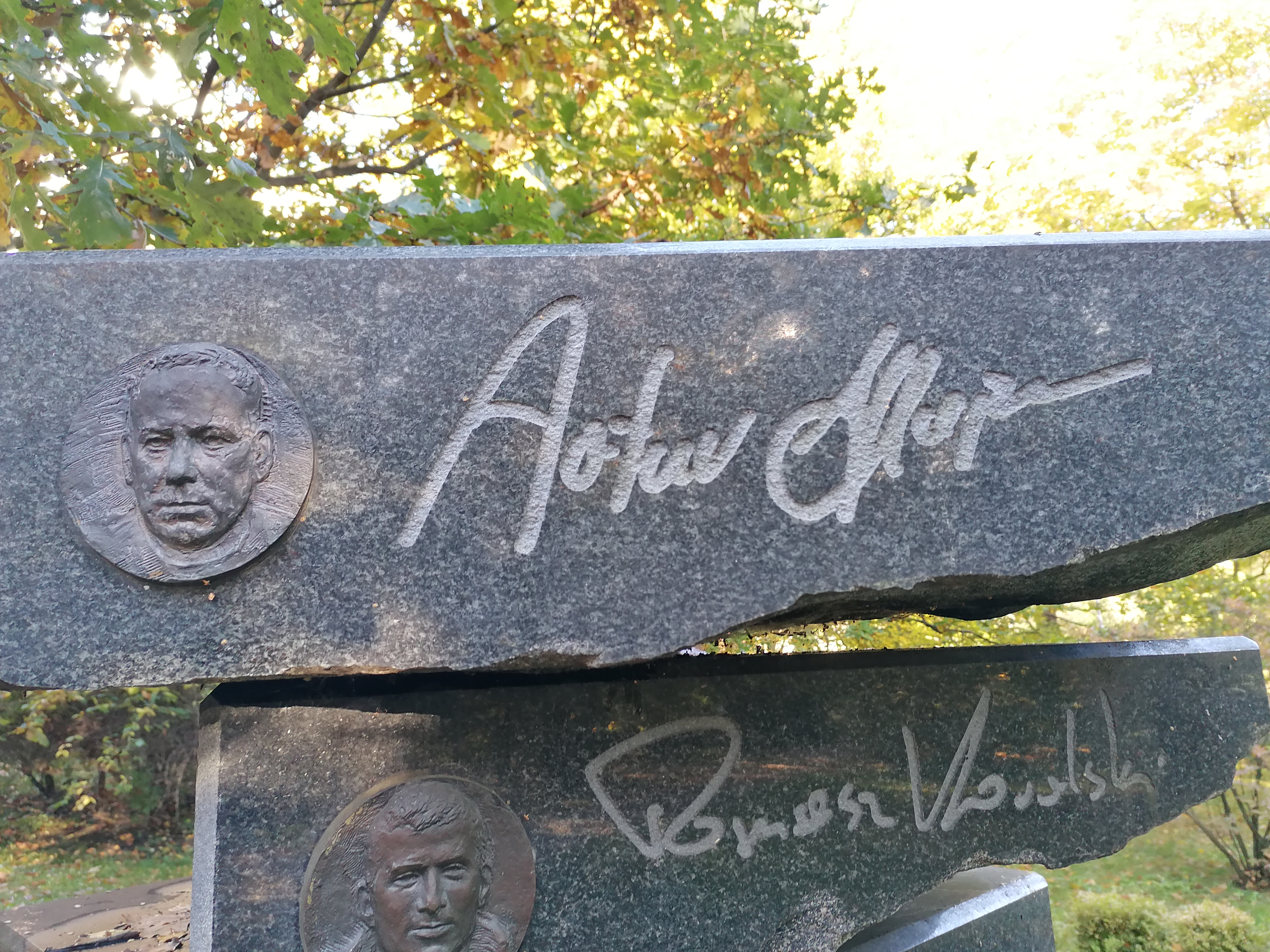
Fragment Pomnika Alpinistów w Katowicach

Artur Henryk Hajzer (ur. 28 czerwca 1962 w Zielonej Górze, zm. 7 lipca 2013 na stoku Gaszerbrum I w Karakorum) – polski taternik, alpinista i himalaista, twórca i szef programu Polski Himalaizm Zimowy 2010–2015, kierownik wypraw działających w ramach tego projektu, współzałożyciel i były prezes (wraz z Januszem Majerem) nieistniejącej już firmy ADD będącej właścicielem marki Alpinus produkującej odzież outdoorową oraz sprzęt turystyczny i wspinaczkowy, współtwórca (również z Majerem) firmy w tej samej branży: HiMountain. Był członkiem Kapituły Nagrody Środowisk Wspinaczkowych „Jedynka” aż do jej rozwiązania w 2011. Mieszkał przez 9 ostatnich lat życia w Mikołowie, w dzielnicy Kamionka.

## Życiorys
Wspinanie rozpoczął w 1976 od Tatr. Przeszedł wiele dróg na Kazalnicy Mięguszowieckiej, Ganku i innych ścianach. W Alpach przeszedł kilka trudnych dróg w masywie Mont Blanc, m.in. na Petit Dru i Mont Blanc du Tacul.
W górach wysokich zadebiutował w 1982 wspinaczką na szczyt Daplipangdi-Go (wówczas Gaurishanka-Go) w Himalajach Nepalu (6126 m n.p.m.). W kolejnym roku zdobył Tiricz Mir, najwyższy wierzchołek Hindukuszu (7706 m). 9 listopada 1986 z Jerzym Kukuczką i Carlosem Carsolio zdobył Manaslu East. Było to pierwsze wejście, dodatkowo w stylu alpejskim i bez wspomagania tlenem. Z Jerzym Kukuczką 3 lutego 1987 dokonał pierwszego zimowego wejścia na Annapurnę. Spośród ośmiotysięczników zdobył też Sziszapangmę 18 września 1987 wraz z Wandą Rutkiewicz, Ryszardem Wareckim i Jerzym Kukuczką, Dhaulagiri w 2008 i Nanga Parbat w 2010, oba z Robertem Szymczakiem. W 2011 wraz z Adamem Bieleckim i Tomaszem Wolfartem zdobył kolejny ośmiotysięcznik, Makalu.
Wspólnie z Krzysztofem Wielickim trzykrotnie szturmował południową ścianę Lhotse. W 1989 był głównym organizatorem akcji ratunkowej po lawinie pod Mount Everest, dzięki której udało się sprowadzić jedynego ocalałego Andrzeja Marciniaka.
10 lutego 2008 r. miał wypadek lawinowy w Tatrach Zachodnich. Po urwaniu nawisu śnieżnego na Tomanowych Stołach został porwany przez lawinę. Udało mu się utrzymać blisko jej powierzchni i dzięki szybkiej akcji ratowników TOPR z użyciem helikoptera udało się go odnaleźć i uratować. Za złamanie obowiązującego w Tatrzańskim Parku Narodowym zakazu poruszania się poza wyznaczonymi szlakami turystycznymi został ukarany przez jego dyrekcję symbolicznym upomnieniem.
Był kierownikiem wyprawy na Gaszerbrum I, zorganizowanej w ramach programu Polski Himalaizm Zimowy, podczas której w 9 marca 2012 r. Adam Bielecki i Janusz Gołąb dokonali pierwszego zimowego wejścia. Podczas kolejnej, trwającej od czerwca 2013 wyprawy na Gaszerbrum I, wycofując się z obozu III do II 7 lipca 2013 odpadł od jednej ze ścian Kuluaru Japońskiego i spadł około 500 m. Zostało to potwierdzone przez towarzyszącego mu Marcina Kaczkana, który widział spadającego Hajzera, a następnie odnalazł i zidentyfikował jego ciało.
Miał dwóch synów: Filipa i Jakuba oraz żonę Izabelę. Jego nazwisko zostało upamiętnione na Pomniku Alpinistów w Katowicach, odsłoniętym 28 października 2015 roku.
Miesiąc po jego śmierci, 7 sierpnia 2013 roku odbył się w Parku Śląskim „Bieg dla Słonia”, memoriał upamiętniający Hajzera. Impreza odbywa się cyklicznie, co roku w czerwcu. Jej pomysłodawcą i organizatorem jest Marcin Rudzki, dziennikarz radiowy i miłośnik gór.

## Zdobyte ośmiotysięczniki
- Manaslu – nową drogą – 1986,
- Annapurna – pierwsze wejście zimowe – 3 lutego 1987,
- Sziszapangma – nową drogą – 1987,
- Annapurna Wschodnia (8010 m) – nową drogą – 1988,
- Dhaulagiri – 11 maja 2008[6],
- Nanga Parbat – 23 czerwca 2010[7],
- Makalu – 30 września 2011[8].

## Publikacje
- 1996 – Atak rozpaczy, Gliwice, Explo 1994.
- 2011 – Korona Ziemi: nie-poradnik zdobywcy, Katowice, Wydawnictwo Stapis 2011.

## Odznaczenia
- Złoty Krzyż Zasługi – 2012[20]